# Västra Tunhems prästgård
Västra Tunhems prästgård är en prästgård i Västra Tunhems socken i Vänersborgs kommun. Byggnaderna, som uppfördes på 1700–1800-talet, är byggnadsminne sedan den 17 september 1979.

## Historia
Ursprungligen låg prästgården strax sydost om kyrkan men brändes av danskarna under Kalmarkriget 1612. Vid återuppförandet valde man ett ur säkerhetssynpunkt mer skyddat läge ett par hundra meter sydost om kyrkan. Den nuvarande prästgården omfattar 12 byggnader: Huvudbyggnad med två flyglar, magasin, lusthus, brygghus, hönshus, svinhus, vedbod, stenkällare, stall och vagnslider (nu delvis garage), samt ett avträde. Källaren och brygghuset är byggda av sten, övriga hus av trä.
Huvudbyggnaden härrör från 1722. År 1923 genomgick den en omfattande restaurering, varvid bland annat ett flertal takkupor togs upp. Den långsträckta envåningsbyggnaden med sitt höga sadeltak bevarar dock mycket av sin 1700-talsprägel. De båda envåningsflyglarna härstammar troligen också från 1700-talet. Den södra inrymmer före detta visthusbod, bagarstuga och före detta pastorsexpedition med arkiv, det senare tillbyggt 1916. Expeditionsrummet var ursprungligen drängstuga. Den norra flygeln har tidigare tjänat som arrendatorsbostad.
Brygghuset användes enligt uppgift tidigare som brännvinsbränneri. Huvuddelen av uthusbyggnaderna härstammar från 1800-talet. Samtliga byggnader är rödfärgade och har tegeltak.
Carl von Linné övernattade på Västra Tunhems prästgård vid sin Västgötaresa år 1746.
Västra Tunhems prästgård är länets mest kompletta och bäst bevarade äldre prästgårdsmiljö. Den är numera privatägd.

## Beskrivning
Mangårdsbyggnaden är en långsträckt träbyggnad, vilket beror på att den sedan den byggdes på 1720-talet tillbyggts på längden, vid sydöstra hörnet finns dessutom en utbyggnad från 1923 i anslutning till köket. Fasaderna är klädda med rödfärgad profilerad locklistpanel och det förhållandevis branta sadeltaket är täckt med enkupigt tegel. Dagens utseende härrör till stor del från en renovering 1923 då bland annat vinden inreddes och takkuporna tillkom, tre på framsidan och fem på baksidan. Huvudentréns klassicerande portal ersatte en glasad veranda från början av 1900-talet.
Inredningens utseende härrör till stor del från en renovering 1923 då bland annat vinden inreddes med sovrum, badrum och "loftet" en samlingssal som använts flitigt som bland annat vigsellokal sedan en del av kyrkans gamla altarring placerats här efter kyrkans renovering 1938. Även bottenvåningen ändrades vid detta tillfälle, men främst beträffande förstugan med kapprum och expeditionslokalerna, samt utbyggnaden mot sydost i anslutning till köket.
Den södra flygeln, före detta drängstugan, består i sin västra del av en timrad byggnad inrymmande visthusbod och bagarstuga, som kan vara lika gammal som prästbostaden från 1720-talet. Den östra delen med den före detta drängstugan är tillbyggd under 1800-talets senare del (enligt tolkningar av olika syneprotokoll).
År 1916 byggdes flygeln till åt nordost med en arkivbyggnad för pastorsexpeditionen, den är murad av tegel och hade ursprungligen tegelfasader. Den uppfördes på en underliggande rotfruktskällare med gavelnedgång. År 1949 byggdes drängstugan om till pastorsexpedition med kontor, tambur och väntrum vars interiörer troligen är oförändrade sen dess. Pastorsexpeditionen flyttade redan 1974–1975, men arkivet fortsatte man att använda. Samtidigt kläddes arkivbyggnaden med rödfärgad lockpanel och taket fick nytt enkupigt tegel för att bättre smälta in i miljön.
Lusthuset kan beskrivas som ett nästan kvadratiskt rum av rödfärgade panelklädda väggar under ett tegeltäckt sadeltak som förlängts ut över en brokvist eller veranda framför ingången mot väster. Verandans räcke och gavelröste är klätt med faluröd lockpanel likt övriga fasader, men taket bärs upp av vitmålade stolpar. Arrangemanget gör att lusthusets gavel får en säregen karaktär av ett förenklat grekiskt tempelmotiv, översatt i en nordisk träbyggnadstradition.